# Danh sách diễn viên Ba Lan
Dưới đây là danh sách diễn viên Ba Lan, tên được sắp xếp theo bảng chữ cái trong tiếng Latinh.
Đây là một danh sách chưa hoàn tất, và có thể sẽ không bao giờ thỏa mãn yêu cầu hoàn tất. Bạn có thể đóng góp bằng cách mở rộng nó bằng các thông tin đáng tin cậy.

## A
- Piotr Adamczyk

## B
- Alicja Bachleda-Curuś
- Maciej Bernatt-Reszczyński
- Magdalena Boczarska
- Wojciech Bogusławski
- Robert Boelke
- Barbara Brylska

## C
- Michał Coganianu
- Stanisław Czaderski
- Henryk Czarnecki
- Henryk T. Czarnecki
- Waldemar Czyszak
- Zbigniew Cybulski

## D
- Józef Damse

## F
- Grzegorz Forysiak
- Mieczysław Franaszek

## K
- Waldemar Kasta
- Grzegorz Komendarek
- Jerzy Kossowski
- Władysław Krogulski
- Adam Krylik
- Sławomir Kuczkowski

## L
- Marcin Latałło

## M
- Tomasz Machciński
- Adam Marszalik
- Jerzy Matysiak
- Michał Melina
- Izabella Miko
- Tadeusz Morawski (actor)

## N
- Pola Negri

## O
- Daniel Olbrychski
- Albin Ossowski

## P
- Juliusz Pfeiffer
- Ingrid Pitt
- Ireneusz Plater-Zyberk
- Michał Pluciński
- Stanisław Płonka-Fiszer
- Aleksander Podwyszyński
- Bogdan Potocki
- Marek Pyś

## R
- Rafał Romaniuk
- Jan Rudnicki (actor)
- Edmund Rygier
- Franciszek Ryll

## S
- Rudi Schuberth
- Izabella Scorupco
- Jacek Skiba
- Kazimierz Michał Skibiński
- Florian Adam Skomorowski
- Krzysztof Soszyński
- Konrad Strycharczyk
- Bolesław Szczurkiewicz
- Jarosław Szmidt
- Janusz Sztyber
- Władysław Szymanowski
- Tadeusz Śliwiak

## T
- Tomasz Tesznar

## U
- Artur Urbański

## W
- Jakub Wieczorek
- Lidia Wysocka
- Marek Wysocki

## Z
- Stefan Zach
- Jan Kazimierz Zieliński
- Włodzisław Ziembiński